# 聖地亞哥鎮區 (明尼蘇達州舍本縣)
聖地亞哥鎮區（英語：Santiago Township）是位於美國明尼蘇達州舍本縣的一個行政鎮區，於1868年設立。

## 地方資料
聖地亞哥鎮區的面積為94.18平方千米，當中陸地面積為92.58平方千米，而水域面積為1.59平方千米。根據2020年美國人口普查的數據，當地共有人口1846人，而人口密度為每平方千米19.6人。